# 福祿郡
福祿郡，唐代天寶元年在安南（今越南）所置的一個郡。
龍朔三年（663年），智州刺史謝法成招慰生獠昆明、北樓等七千餘落，以故唐林州地置。總章二年（669年），置福祿州以處之。大足元年（701年）更名安武州。天寶元年（742年），改為福祿郡。至德二載（757年），改為唐林郡。乾元元年（758年），復為福祿州。領縣二：柔遠縣、唐林縣。